# Royal School of Mines

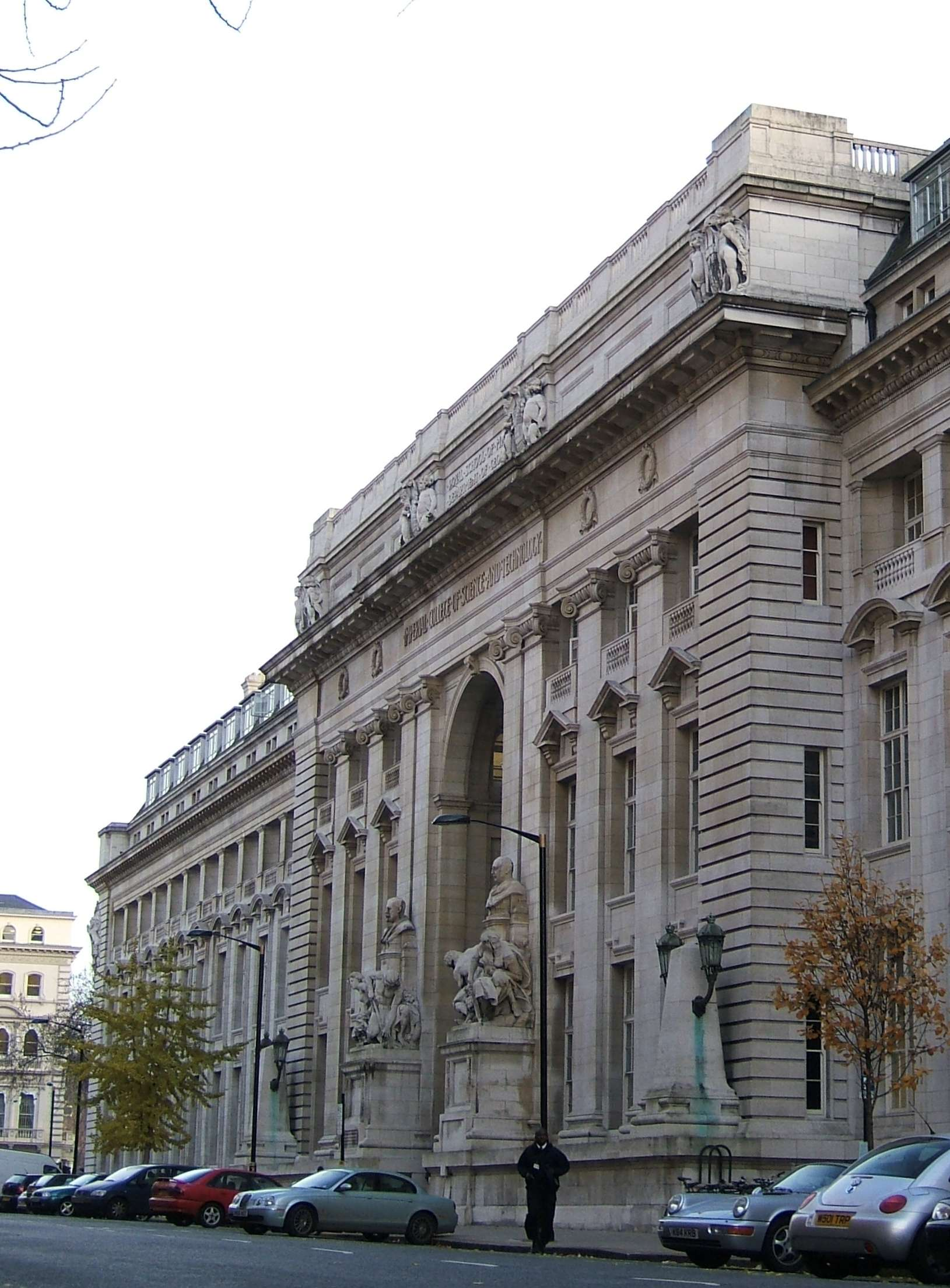
Eingang der Royal School of Mines in der Exhibition Road

Die 1851 als Government School of Mines and Science Applied to the Arts gegründete und 1863 in Royal School of Mines umbenannte Schule war eine staatliche Ausbildungsstätte für Bergbaukunde in London. 1907 wurde sie Teil des Imperial College London und beherbergt heute die Fachbereiche für Geo- und Ingenieurwissenschaften (Earth Science and Engineering) sowie Materialwissenschaften (Materials) des Imperial Colleges.

## Geschichte
Die Schule für Bergbaukunde hatte ihren Ursprung in der geologischen Sammlung von Henry Thomas de la Bèche, dem Gründer des Ordnance Geological Survey, der seine Sammlung in zwei Häusern am Craigs Court im Londoner Stadtteil Charing Cross ausstellte. Wenig später kam ein chemisches Labor hinzu und auf Betreiben von de la Bèche wurde in der Londoner Jermyn Street ein Gebäude für das Museum of Practical Geology errichtet, das 1851 durch Prinz Albert eröffnet wurde.
Zu dieser Zeit kamen Michael Faraday und Lyon Playfair, die für die britische Regierung die Zustände in den Bergwerken untersuchten, zu dem Schluss, dass eine wissenschaftlich-technische Ausbildung der Bergleute unerlässlich sei, um die Sicherheit und Produktivität in den britischen Bergwerken zu steigern. Daher wurde 1851 am Museum of Practical Geology der Fachbereich Government School of Mines and Science Applied to the Arts gegründete. Präsident der Schule wurde de la Bèche. Playfair unterrichtete Chemie,
Edward Forbes Naturgeschichte, Robert Hunt (1807–1887) Mechanische Wissenschaften und Andrew Crombie Ramsay Geologie. Im ersten Jahr waren nur sieben Studenten immatrikuliert.
1853 wurde das in finanziellen Schwierigkeiten geratene Royal College of Chemistry übernommen und die Schule kurzzeitig in The Metropolitan School of Science applied to Mining and the Arts umbenannt. Thomas Henry Huxley wurde Ende Juli 1854 Nachfolger von Forbes und unterrichtete an der Schule bis zu seinem Ruhestand im Jahr 1885. 1855 wurde Roderick Murchison als Nachfolger des verstorbenen de la Bèche Präsident der Schule. Von 1857 bis 1861 hielt Richard Owen hier Kurse über Fossilien ab. 1863 wurde die Schule in The Royal School of Mines umbenannt.
Die Schule entwickelte sich zu einer geschätzten Einrichtung und stieß bald an die Grenzen ihrer Leistungsfähigkeit. Die von August Wilhelm von Hofmann ausgebildeten Chemiker William Henry Perkin und Henry Edward Armstrong mussten ihre Experimente gemeinsam mit den Studenten in zwei kleinen Laboratorien des Royal College of Chemistry in der Oxford Street durchführen. Den an der Schule unterrichtenden Physikern Robert Hunt, John Tyndall (Professor der Physik von 1859 bis 1868) und George Gabriel Stokes fehlten jegliche Möglichkeiten die Studenten anhand von praxisbezogenen Experimenten auszubilden. 1868 bildete das Britische Parlament unter der Leitung von Bernhard Samuelson (1820–1905) eine Kommission, die untersuchen sollte ob sich die Royal School of Mines in eine technische Schule umzuwandeln lässt. Im Juli 1869 drängte Samuelson darauf zu prüfen ob die Royal School of Mines, das Royal College of Chemistry und die Royal School of Naval Architecture an einem gemeinsamen Standort zusammengelegt werden könnten und verwies auf die in „Albertopolis“ (South Kensington) entstehenden neuen Gebäude. Infolge der Berichte Samuelsons wurde unter William Edward Forster (1818–1886) die Kommission Scientific Instruction and Advancement of Science eingesetzt, die von William Cavendish, 7. Herzog von Devonshire (1808–1891) geleitet wurde und der auch Huxley angehörte. Im ersten ihre acht Berichte empfahl die Kommission im März 1871 den Zusammenschluss der drei staatlichen wissenschaftlichen Ausbildungsstätten und den Umzug in ein Gebäude in der Exhibition Road.
Im Juli 1872 zogen die Fachbereiche für Chemie, Physik und Biologie in das neue Gebäude in South Kensington. Die Fachbereiche für Bergbaukunde, Mineralogie, Metallurgie und Paläontologie verblieben in der Jeremyn Street. Nach dem Vorbild der französischen École normale wurden die Schule in South Kensington ab 1884 als The Normal School of Science bezeichnet. Die Royal School of Mines blieb eigenständig. Nach dem Tod von Warington Wilkinson Smyth (1817–1890) zogen die in der Jeremyn Street verbliebenen Fachbereiche in die Exhibition Road. 1890 kam es daher zu einer erneuten Namensänderung in Royal College of Science and Royal School of Mines.
1907 schlossen sich Royal College of Science and Royal School of Mines und das City & Guilds College zum Imperial College London zusammen.

## Rezeption in der Literatur
1884 nahm Herbert George Wells an von Thomas Henry Huxley gehaltenen Kursen in der The Normal School of Science teil. Seine Eindrücke bildeten die Grundlagen für seinen Roman Love and Mr Lewisham der 1899 erschien. Es war Wells erster Roman, der sich nicht mit Science-Fiction befasste.

## Nachweise

## Weiterführende Literatur
- Margaret Reeks: Register of the Associates and Old Students of the Royal School of Mines: And History of the Royal School of Mines. London 1920.